# ICAO-Alphabet

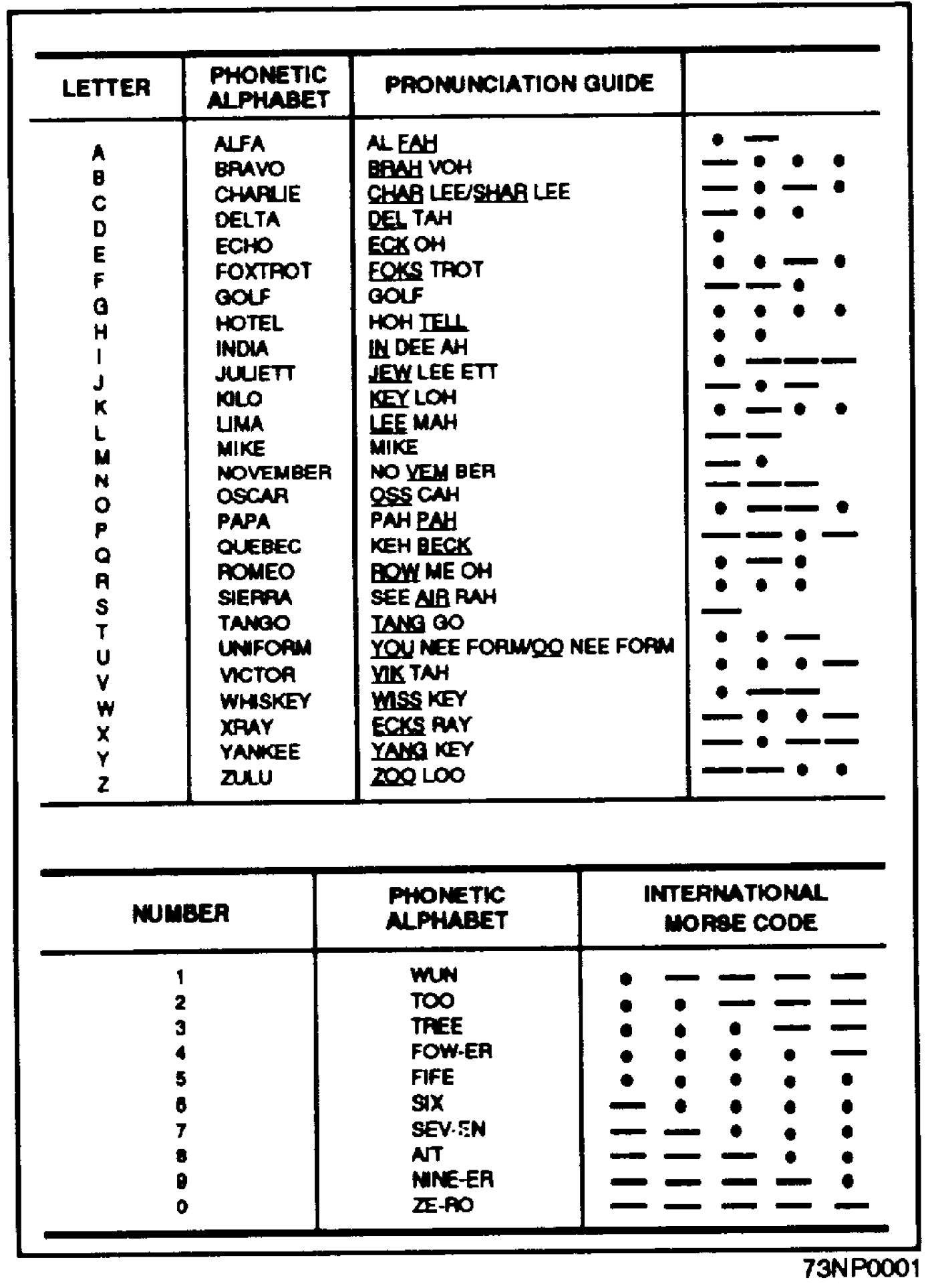
ICAO-/NATO-Alphabet in einem US-amerikanischen Militärhandbuch

Das ICAO-Buchstabieralphabet (en. ICAO-Radiotelephony-Spelling-Alphabet, Fig. 5-1 auch Internationale Buchstabiertafel, Internationales Buchstabieralphabet) ist die obligatorisch in der zivilen Luftfahrt anzuwendende Buchstabiertafel. ICAO steht hier für: International Civil Aviation Organization (deutsch Internationale Zivilluftfahrtorganisation). Das ICAO-Buchstabieralphabet wird aber auch in der militärischen Luftfahrt (als NATO-Alphabet) und in der Schifffahrt verwendet.
Laut DIN 5009:2022-06 kann diese Buchstabiertafel im deutschen Wirtschafts- und Verwaltungswesen an Stelle der Deutschen Buchstabiertafel für Wirtschaft und Verwaltung verwendet werden, wenn es so von den ansagenden und hörenden Personen gewünscht wird.

## Buchstabiertafel
| Buch- stabe | Internationale Buchstabiertafel der ICAOFig. 5-1 (u. a. verwendet von NATO, ITU, ARRL) | Internationale Buchstabiertafel der ICAOFig. 5-1 (u. a. verwendet von NATO, ITU, ARRL) | Internationale Buchstabiertafel der ICAOFig. 5-1 (u. a. verwendet von NATO, ITU, ARRL) |
| Buch- stabe | Wort                                                                                   | Aussprache (IPA) a                                                                     |                                                                                        |
| ----------- | -------------------------------------------------------------------------------------- | -------------------------------------------------------------------------------------- | -------------------------------------------------------------------------------------- |
| A           | Alfa                                                                                   | [ˈalfa]                                                                                |                                                                                        |
| B           | Bravo                                                                                  | [ˈbravo]                                                                               |                                                                                        |
| C           | Charlie                                                                                | [ˈtʃali] oder [ˈʃali]                                                                  |                                                                                        |
| D           | Delta                                                                                  | [ˈdɛlta]                                                                               |                                                                                        |
| E           | Echo                                                                                   | [ˈɛko]                                                                                 |                                                                                        |
| F           | Foxtrot                                                                                | [ˈfɔkstrɔt]                                                                            |                                                                                        |
| G           | Golf                                                                                   | [ˈɡɔlf]                                                                                |                                                                                        |
| H           | Hotel                                                                                  | [hoˈtɛl]                                                                               |                                                                                        |
| I           | India                                                                                  | [ˈɪndia]                                                                               |                                                                                        |
| J           | Juliett                                                                                | [ˈdʒuliˈɛt]                                                                            |                                                                                        |
| K           | Kilo                                                                                   | [ˈkilo]                                                                                |                                                                                        |
| L           | Lima                                                                                   | [ˈlima]                                                                                |                                                                                        |
| M           | Mike                                                                                   | [ˈmai̯k]                                                                                |                                                                                        |
| N           | November                                                                               | [noˈvɛmba]                                                                             |                                                                                        |
| O           | Oscar                                                                                  | [ˈɔska]                                                                                |                                                                                        |
| P           | Papa                                                                                   | [paˈpa]                                                                                |                                                                                        |
| Q           | Quebec                                                                                 | [keˈbɛk]                                                                               |                                                                                        |
| R           | Romeo                                                                                  | [ˈromio]                                                                               |                                                                                        |
| S           | Sierra                                                                                 | [siˈɛra]                                                                               |                                                                                        |
| T           | Tango                                                                                  | [ˈtaŋɡo]                                                                               |                                                                                        |
| U           | Uniform                                                                                | [ˈjunifɔm] oder [ˈunifɔm]                                                              |                                                                                        |
| V           | Victor                                                                                 | [ˈvɪkta]                                                                               |                                                                                        |
| W           | Whiskey                                                                                | [ˈwɪski]                                                                               |                                                                                        |
| X           | X-ray                                                                                  | [ˈɛksrei̯]                                                                              |                                                                                        |
| Y           | Yankee                                                                                 | [ˈjaŋki]                                                                               |                                                                                        |
| Z           | Zulu                                                                                   | [ˈzulu]                                                                                |                                                                                        |

## Normungsträger
Die phonetische Aussprache der Buchstaben ist für die Nutzung in der zivilen Luftfahrt im „Radiotelephony Spelling Alphabet“ von der International Civil Aviation Organization (ICAO) im Annex 10, Volume II, Chapter 5, Figure 5-1, zum Abkommen über die internationale Zivilluftfahrt standardisiert.Fig. 5-1 Ferner wird die Aussprache von den Ziffern 0 bis 9.Nr. 5.2.1.4.3 und ZahlenNr. 5.2.1.4.1 separat geregelt. Sofern im internationalen Flugfunk Zweifel an der Aussprache von z. B. Namen, oder Betriebsabkürzungen, auftreten können sind diese gemäß der ICAO Vorgaben in Annex 10 Vol. II zu  buchstabieren.
Die Internationale Fernmeldeunion (ITU) hat diese Buchstabiertafel übernommen und in der Vollzugsordnung für den Funkdienst (VO Funk) veröffentlicht, dort im Anhang 14 (Appendix 14 [Rev.WRC-07], Nr. 1 und 2). Sie wird in der VO Funk als „Phonetic alphabet and figure code“ bezeichnet, umfasst hier also auf gleicher Regelungshöhe auch die Aussprache der Ziffern. Die VO Funk legt fest, dass bei Bedarf Rufzeichen, Betriebsabkürzungen und Wörter nach der internationalen Buchstabiertafel auszusprechen sind. Diese Regelung ist für alle international arbeitenden Funkdienste verbindlich. Die ITU verwendet jedoch andere Ansagewörter für Ziffern als die ICAO (ITU: doppelte Ansageformen; ICAO: einfache Ansageformen).
Die Internationale Seeschifffahrts-Organisation (IMO) hat die Buchstabiertafel in die Standard Marine Communication Phrases, Abschnitt General, unter der Überschrift „Spelling“ aufgenommen (2.1 Spelling of letters, 2.2 Spelling of digits and numbers).

## Verwendung
Die internationale Buchstabiertafel der ICAO findet Anwendung beispielsweise im internationalen Funkverkehr und seit 1956 in der militärischen Kommunikation der westlichen Streitkräfte (NATO). Da die letztgenannte Anwendung weitläufig bekannt ist, wird die Buchstabiertafel häufig als „NATO-Alphabet“ bezeichnet.
Neben der Verwendung im Sprechfunk dient die Internationale Buchstabiertafel vielfältigen Zwecken, wie der Bezeichnung von Positionen, Meldepunkten, Zeitzonen oder Schlüsselwörtern.
In den Funkdiensten, in denen Rufzeichen verwendet werden, muss im internationalen Funkverkehr die Rufzeichennennung gemäß der VO Funk nach dem Internationalen Buchstabieralphabet erfolgen. Davon ist beispielsweise der Seefunkdienst ebenso betroffen wie der Amateurfunk (siehe Weblink zur Amtsblatt-Verfügung 13/2005 der Bundesnetzagentur). Obwohl zur Erlangung eines Amateurfunkzeugnisses die Kenntnis der Internationalen Buchstabiertafel der ICAO zwingend erforderlich ist, wird sie im Amateurfunk nicht immer unverändert verwendet. Stattdessen wird oftmals eine Mischung aus internationalem Buchstabieralphabet, ARRL-Alphabet (hier insbesondere „Nancy“, „Queen“ und „Sugar“) und eigenen Schöpfungen („Ocean“ – in keiner anderen Buchstabiertafel enthalten) verwendet.

### Historische Entwicklung
Die ICAO bemerkte im Jahr 1947, dass die bis dahin im internationalen Flugfunkverkehr verwendete Buchstabiertafel (Able, Baker, Charlie, …) für nicht-englische Muttersprachler ungeeignet war. Folglich ließ die ICAO in den Jahren 1948 und 1949 von der Universität Montreal eine neue Buchstabiertafel entwickeln. Kommunikationsexperten aus aller Welt trafen sich in Montreal und beschlossen die Verwendung einer damals neuen Buchstabiertafel. Dieses ursprüngliche Alphabet, 1951 in Kraft getreten, enthielt allerdings noch die Wörter „Coca“ statt Charlie, „Metro“ statt Mike, „Nectar“ statt November, „Union“ statt Uniform und „Extra“ statt X-ray. Wegen Schwierigkeiten mit diesen Wörtern setzte die ICAO zum 1. März 1956 eine Änderung der ursprünglichen ICAO-Buchstabiertafel in Kraft, womit diese nun in der heute noch immer gültigen Form vorliegt.
Bereits 1959 wurde diese Buchstabiertafel von der Internationalen Fernmeldeunion (ITU) übernommen, erweitert um die in der ITU bereits 1947 eingeführten Doppelschlüsselwörter für Zahlen.
In der Seefahrt wurde die Internationale Buchstabiertafel 1965 von der vierten Vollversammlung der Inter-Governmental Maritime Consultative Organization (IMCO), der Vorläuferin der Internationalen Seeschifffahrts-Organisation (IMO), übernommen. Die IMCO machte die Internationale Buchstabiertafel zum Bestandteil des Internationalen Signalbuchs und setzte diese überarbeitete Version zum 1. April 1969 in Kraft.
Andere englischsprachige Buchstabiertafeln spielen in den professionellen internationalen Funkdiensten heute keine Rolle mehr.

## Ziffern und Zahlen
| Ziffer | Wort  | ICAO-AusspracheNr. 5.2.1.4.3 |          |
| ------ | ----- | ---------------------------- | -------- |
| 0      | Zero  | ZE-RO                        | [ˈziro]  |
| 1      | One   | WUN                          | [ˈwan]   |
| 2      | Two   | TOO                          | [ˈtu]    |
| 3      | Three | TREE                         | [ˈtriː]  |
| 4      | Four  | FOW-er                       | [ˈfoʊə]  |
| 5      | Five  | FIFE                         | [ˈfai̯f]  |
| 6      | Six   | SIX                          | [ˈsɪks]  |
| 7      | Seven | SEV-en                       | [ˈsɛvən] |
| 8      | Eight | AIT                          | [ˈei̯t]   |
| 9      | Nine  | NIN-er                       | [ˈnaɪnə] |

Die Silben in Großbuchstaben sollen besonders betont werden, z. B. bei ZE-RO werden beide Silben gleich betont, während nur die erste Silbe bei FOW-er zu betonen ist Nr. 5.2.1.4.3.1
| Zahlen | Wort(e)         | ICAO-Aussprache5.2.1.4.3,5 5.2.1.4.1.1 |                      |
| ------ | --------------- | -------------------------------------- | -------------------- |
| ,      | Decimal         | DAY-SEE-MAL                            |                      |
| .00    |                 | HUN-dred                               | [ˈhandrɛd]           |
| .000   | Thousand        | TOU-SAND                               | [ˈtaʊzənd]           |
| 238    | Two three eight | TOO TREE AIT                           | [ˈtu] [ˈtriː] [ˈei̯t] |

Die Silben in Großbuchstaben sollen besonders betont werden, z. B. bei TOU-SAND werden beide Silben gleich betont, während nur die erste Silbe bei HUN-dred zu betonen ist Nr. 5.2.1.4.3.1
| Ziffer | Wort       | Aussprache (IPA) |
| ------ | ---------- | ---------------- |
| 0      | Nadazero   | [ˈnaˈdaˈzeˈro]   |
| 1      | Unaone     | [ˈuˈnaˈwan]      |
| 2      | Bissotwo   | [ˈbiˈsoˈtu]      |
| 3      | Terrathree | [ˈteˈraˈtri]     |
| 4      | Kartefour  | [ˈkaˈteˈfoa]     |
| 5      | Pantafive  | [ˈpanˈtaˈfai̯f]   |
| 6      | Soxisix    | [ˈsɔkˈsiˈsɪks]   |
| 7      | Setteseven | [ˈseˈteˈsɛvən]   |
| 8      | Oktoeight  | [ˈɔkˈtoˈei̯t]     |
| 9      | Novenine   | [ˈnoˈveˈnai̯na]   |

## Vom Standard-Englischen abweichende Schreibungen und Aussprachen
Die Aussprache orientiert sich überwiegend am britischen Englisch, also z. B. [ˈɛko] statt dem deutschen [ˈɛço] oder auch [ˈlima] statt dem US-amerikanischen [ˈlai̯ma].
Einige Schlüsselwörter werden anders geschrieben als der verwendete Begriff im Englischen: Der Grund für die abweichende Schreibung „Juliett“ (anstatt „Juliet“) liegt darin, dass frankophone Sprecher sonst auf die Idee kommen könnten, das „t“ sei stumm. Aus ähnlichem Grund wird auch „Alfa“ statt „Alpha“ geschrieben, weil nicht in allen Sprachen die Aussprache von „ph“ wie „f“ selbstverständlich ist.
Ebenso sind Aussprache und Betonung geregelt und im Einzelfall vom Standard-Englisch abweichend.
Zur Vermeidung von Ausspracheproblemen und Missverständnissen werden einige Ziffern von der Schreibung abweichend ausgesprochen: Die Schlüsselwörter für „4“ und „9“ werden zweisilbig ausgesprochen, also „fower“ ([ˈfoʊə]) statt [ˈfɔː] und „niner“ ([ˈnaɪnə]) statt „nine“ ([ˈnaɪn]), und die „th“ bei „3“ und „1000“ werden durch „t“ ersetzt ([ˈtriː] statt [ˈθriː] und [ˈtaʊzənd] statt [ˈθaʊzənd]).
Eine weitere Regel gibt es für das Dezimaltrennzeichen: ganz gleich, ob es ein Punkt oder ein Komma ist, wird es stets „Decimal“ ausgesprochen. Der Punkt als Satzzeichen dagegen wird durch das Schlüsselwort „Stop“ wiedergegeben.

## Verschiedenes
Das Lied Foxtrot Uniform Charlie Kilo der Bloodhound Gang macht sich die Buchstabiertafel als Euphemismus zunutze. Ebenso ist der Titel Golf November von Reinhard Mey eine Verwendung des ICAO-Alphabets. Des Weiteren steht der Titel des Films Whiskey Tango Foxtrot im NATO-Alphabet für WTF, was wiederum für den Überraschungs-Ausdruck What the fuck steht (deutsch etwa „Was zum Teufel“ oder „Was zur Hölle“).
Auch die Bezeichnung des Checkpoint Charlie in Berlin geht auf das ICAO-Alphabet zurück (vgl. Checkpoint Alpha, Checkpoint Bravo).
Im Vietnamkrieg war die Bezeichnung VC, Victor Charlie, beziehungsweise Charlie für die Truppen des Viet Cong gebräuchlich.